# Henri Ézan
Henri Ézan, né le 30 avril 1904 à Locmariaquer (Morbihan), est un navigateur français disparu en mer (Atlantique Sud) avec l'équipage de la "Croix du Sud" le 7 décembre 1936.

## Biographie
Il s'engage dans la marine pour 3 ans et devint capitaine au long cours le 14 août 1931.
Il entre à l'Aéropostale en novembre 1932.
En août 1936, il est nommé navigateur sur l'Atlantique Sud.
Il avait à son actif 17 traversées.
Il disparut en mer le 7 décembre 1936, après douze années de service, à bord de l'hydravion "La Croix du Sud". L'équipage était composé de Jean Mermoz, chef de bord ; Alexandre Pichodou, pilote ; Henri Ézan, navigateur ; Edgar Cruveilher, radio et Jean Lavidalie, mécanicien. Un hommage national leur est rendu, le 30 décembre 1936, à l'Hôtel national des Invalides, avec citation à l'ordre de la Nation.
Il était considéré comme un professionnel hors pair, totalisant 377 heures de vol.

## Sources
- Jean Mermoz, Mes Vols, p.209, Flammarion, 1937
- Archives de Christophe Meynard